# Virus Abadina
Virus Abadina (ABAV) là một kiểu huyết thanh của Palyam virus thuộc chi Orbivirus. Nó được coi là một loài virus riêng biệt cho đến năm 1984. Virus Abadina được phát hiện lần đầu tiên vào năm 1967 từ loài thuộc chi Culicoides.
Virus này được phân lập từ loài thuộc chi Culicoides.